# いとしのジザベル
「いとしのジザベル」は、1967年6月15日にシングルが発売されたザ・ゴールデン・カップスのデビュー曲である。

## 解説
- 作詞はなかにし礼、作曲は鈴木邦彦である。デイヴ平尾、エディ藩、ケネス伊東の3人でコーラスを担当し、公称18万枚を売り上げるヒットとなった。なお、デイヴによれば、それまで英語でしか歌ってこなかった彼らは日本語での歌い方がわからず、同じ東芝からレコードを出している坂本九の歌唱法を参考にしたという[1]。
- B面は「陽はまた昇る」（なかにし礼 作詞、鈴木邦彦 作曲）。

## 収録曲
1. いとしのジザベル
  - 作詞:なかにし礼／作曲・編曲:鈴木邦彦
2. 陽はまた昇る
  - 作詞:なかにし礼／作曲・編曲:鈴木邦彦